# Салкинтобе
Салкинтобе́ (каз. Салқынтөбе) — село у складі Жарминського району Абайської області Казахстану. Адміністративний центр Божегурського сільського округу.
Населення — 349 осіб (2021; 409 у 2009, 470 у 1999, 730 у 1989).
Національний склад станом на 1989 рік:
- казахи — 77 %

До 1993 року село називалося Троїцьке.